# AE busz (Prága)
A prágai AE jelzésű autóbusz a Prágai főpályaudvar és a Prága-Václav Havel repülőtér között közlekedik. 

## Megállóhelyei
| 0  | Hlavní nádraží végállomás | 46 | C 5, 9, 26 S1 R10 R16 R17 R18 R19 S2 R20 R21 R26 S3 S4 R43 R49 S5 S65 S7 S8 S88 S9 |
| 30 | Terminál 1 végállomás     | 0  | 59 100, 191, 319                                                                   |
| 32 | Terminál 2                | ∫  | 59 100, 191, 319                                                                   |
| 33 | Letiště végállomás        | ∫  | 59 100, 191, 319                                                                   |